# Suniná
Suniná es una ranchería del municipio de Balancán ubicado en la subregión de los Ríos del estado mexicano de Tabasco.

## Geografía
La localidad se ubica a 8.3 kilómetros (en dirección este) de la localidad de Balancán de Domínguez, la cabecera y lugar más poblado del municipio. Se sitúa en las coordenadas geográficas 17°47′53″N 91°27′29″O / 17.798056, -91.458056, a una elevación de 21 metros sobre el nivel del mar.

## Demografía
Según el Conteo de Población y Vivienda 2020, efectuado por el Instituto Nacional de Estadística y Geografía, la localidad de Suniná tiene 27 habitantes, de los cuales 17 son del sexo masculino y 10 del sexo femenino. Su tasa de fecundidad es de 4 hijos por mujer y tiene 10 viviendas particulares habitadas.
| Gráfica de evolución demográfica de Suniná entre 1900 y 2020 |
|                                                              |
| INEGI.                                                       |